# Mitre Square

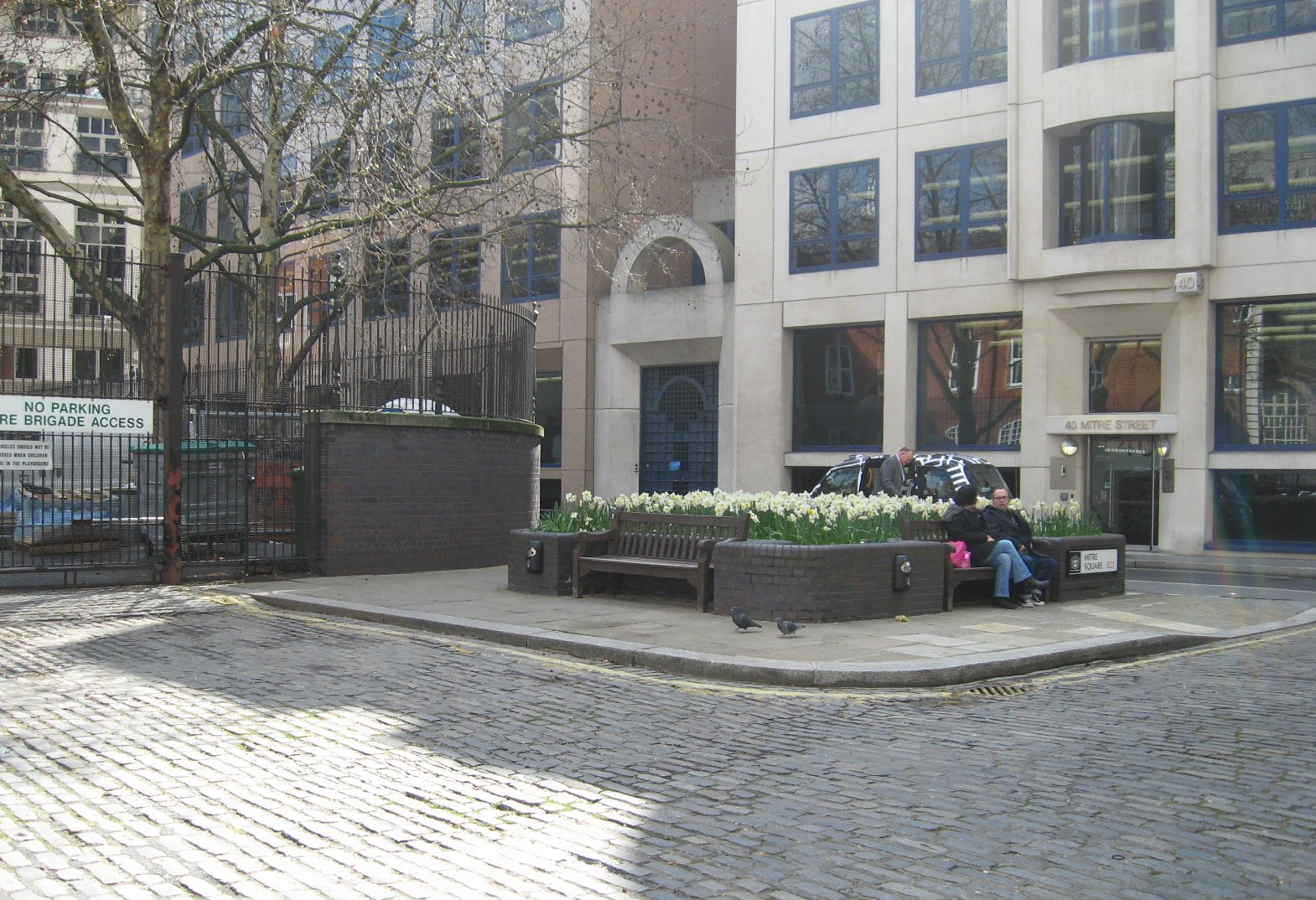
La "Esquina del destripador" en Mitre Square, escena del asesinato de Catherine Eddowes

Mitre Square es una pequeña plaza de la City de Londres, Inglaterra. Mide cerca de 23 metros por 24 metros y está conectada a través de tres pasajes con la calle Mitre al Suroeste, con Creechurch Place al Noroeste y, a través del pasaje de St. James (antiguamente Church Passage), con Duke's Place al Noreste.

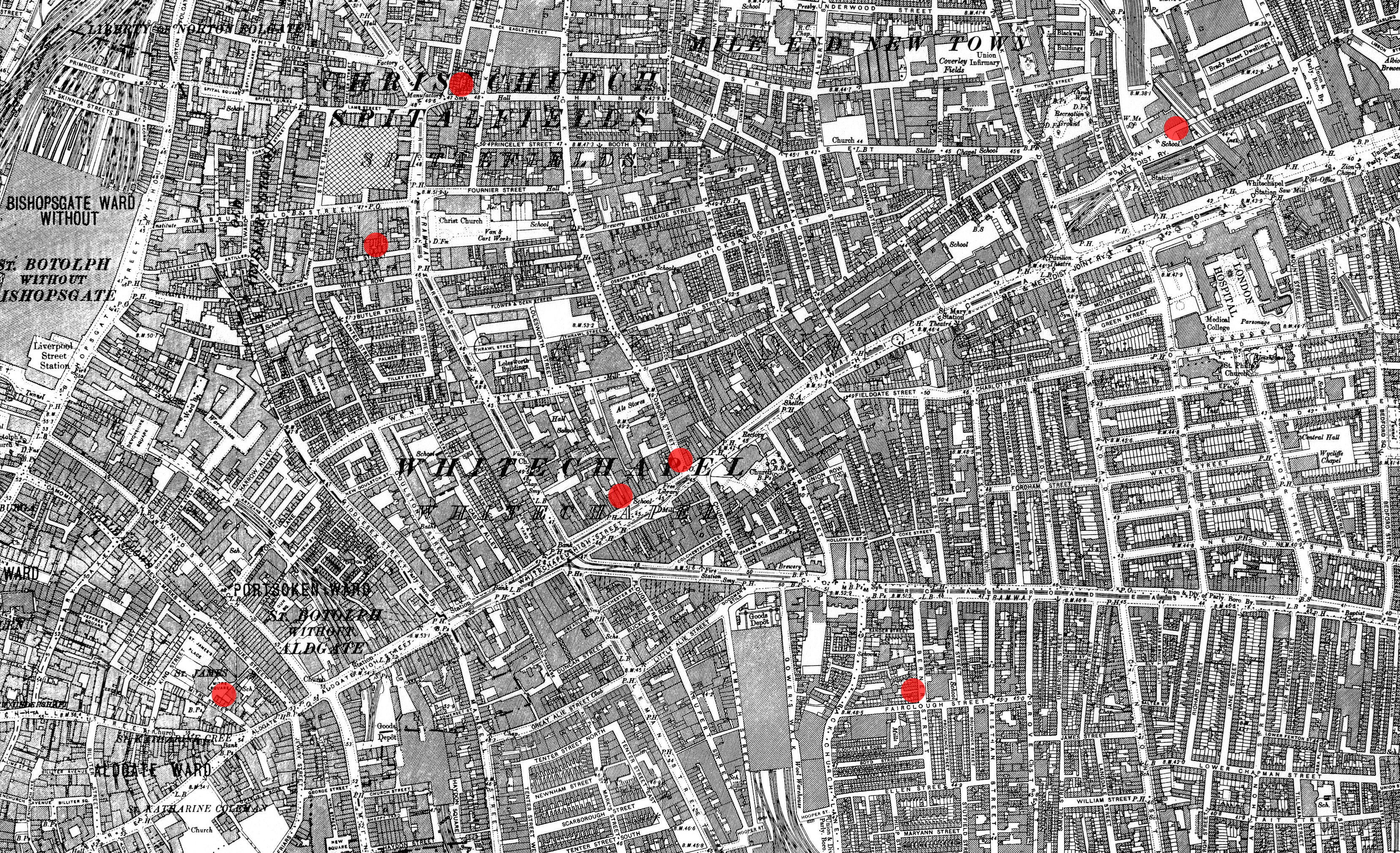
Los asesinatos de Whitechapel. Mitre Square es el punto rojo en la esquina inferior izquierda

La plaza ocupa el sitio del claustro del Holy Trinity Priory, Aldgate que fue demolido bajo Enrique VIII al momento de la disolución de los monasterios. La esquina sur de la plaza fue el lugar donde Jack el Destripador asesinó a una de sus víctimas, Catherine Eddowes. Su cuerpo mutilado fue encontrado allí a las 1:45 en la mañana del 30 de septiembre de 1888. Este fue el más occidental de los asesinatos de Whitechapel y el único ubicado dentro de la ciudad, ya que el resto se cometieron en el barrio de Whitechapel, ubicado hacia el este.